# Mnichov (Vrbno pod Pradědem)
Mnichov (německy Einsiedel, polsky Mnichów) je vesnice, část města Vrbna pod Pradědem v okrese Bruntál v Moravskoslezském kraji.

## Název
V nejstarším dokladu z roku 1566 je vesnice jmenována česky jako Ansydl. To byla hlásková úprava německého Einsiedel (staroněmecky einsidilo) – „poustevník“. České Mnichov (až z počátku 20. století) je v zásadě překlad německého jména a znamená „místo, kde sídlí mnich“.

## Historie
Ves vznikla v údolí Černé Opavy a první písemná zmínka o ní pochází z roku 1586. Tehdy zde byla sklárna a hamr. V 19. století se vesnice dále rozrůstala, obyvatelstvo bylo převážně německy mluvící. K roku 1930 byly částí obce i zaniklý Josefský Hamr (Josefshammer), dále Dlouhá Stráň (Langenberg) a Zastávka (Stillstand).
V obci byl značně rozvinut průmysl. Existovalo zde několik pil. Například pila R. Titze od roku 1875 a pila A. Titze od roku 1881, která měla od roku 1912 elektrárnu a od roku 1939 mlýn. K roku 1930 se připomíná strojírna, výrobna zemědělských a opravárenských strojů R. Mücka. Vedle dalšího mlýna a bělidel zde byla také huť na výrobu drátu. Vápencový lom s vápenkou T. Neumanna se připomíná k roku 1908. Byl zde k roku 1848 i pivovar s palírnou vrchnostenské správy Javorník, který po roce 1900 zanikl. Dále zde byly další výrobny lihovin, lisovna oleje, výroba dřevěné vlny, rour a rákosových rohoží.
V Mnichově byl statek majitele Ertscholtini a od roku 1865 patřil vrchnostenské správě Javorník. Od roku 1870 zde byla obecní nemocnice a od roku 1892 pošta, která po roce 1945 zanikla. K roku 1935 se připomíná konzum. K roku 1938 zde byla lesní správa Grohmann. K roku 1925 se připomíná záložna. K roku 1866 zde byla obecná škola, která měla roku 1900 tři třídy. K roku 1900 zde byl hasičský a k roku 1925 dělnický a katolický spolek.
Ve vápencovém lomu byla objevena malá krasová jeskyně (dnes vchod zasypán). V roce 1716 zde byl vybudován barokní kostel Navštívení Panny Marie, který byl později novogoticky přestavěn. Severně od Mnichova se nachází zřícenina Josefského hamru a pod Mlýnským vrchem zřícenina mlýna. Po první světové válce byl u kostela zbudován pomník padlým.
Roku 1857 přišla do Mnichova jako ošetřovatelka Hortulana Weberová, která zde založila léčebný ústav. Ten roku 1878 zakoupily sestry kongregace Milosrdných sester svatého Karla Boromejského. V roce 1910 zahájily stavbu nové léčebné budovy. Léčily se zde srdeční vady a revmatismus, zejména pomocí tzv. Kneippových metod. Před první světovou válkou se zde léčilo průměrně 600 lidí.
Roku 1903 postihla obec ničivá povodeň. V letech 1937–1938 budováno severně a východně od obce pohraniční opevnění (lehké objekty vzor 37). Obec byla v roce 1938 připojena k Německu a 8. května 1945 byla obsazena Rudou armádou. Po druhé světové válce a opětnému připojení k Československu došlo k odsunu německého obyvatelstva, do té doby byla obec prakticky čistě německá. V důsledku toho počet obyvatel obce poklesl z předválečných 2200 na 778 roku 1946. Německý název obce Einsiedel byl změněn na Mnichov. Po válce také zanikl léčebný ústav. Sestry zde však pracovaly až do roku 1977.

## Obyvatelstvo

### Vývoj počtu obyvatel
| Rok            | 1869  | 1880  | 1890  | 1900  | 1910  | 1921  | 1930  | 1950 | 1961  | 1970 | 1980 | 1991 | 2001 | 2011 | 2021 |
| -------------- | ----- | ----- | ----- | ----- | ----- | ----- | ----- | ---- | ----- | ---- | ---- | ---- | ---- | ---- | ---- |
| Počet obyvatel | 2 183 | 2 145 | 2 218 | 2 213 | 2 262 | 1 966 | 2 214 | 772  | 1 020 | 976  | 954  | 907  | 838  | 730  | 703  |
| Počet domů     | 256   | 263   | 271   | 255   | 274   | 285   | 302   | 327  | 327   | 160  | 177  | 201  | 234  | 246  | 262  |

V Mnichově je evidováno 292 adres: 272 čísel popisných (trvalé objekty) a 20 čísel evidenčních (dočasné či rekreační objekty). Při sčítání lidu roku 2001 zde bylo napočteno 234 domů, z toho 187 trvale obydlených.

## Obecní správa
Při sčítání lidu v letech 1850–1959 Mnichov byl samostatnou obcí v okrese Bruntál. Od roku 1960 je částí města Vrbno pod Pradědem v okrese Bruntál. V letech 1850 až 1877 byla částí Mnichova i ves Železná.

## Pamětihodnosti
- Mnichovský klen
- Mnichovský modřín

## Fotogalerie

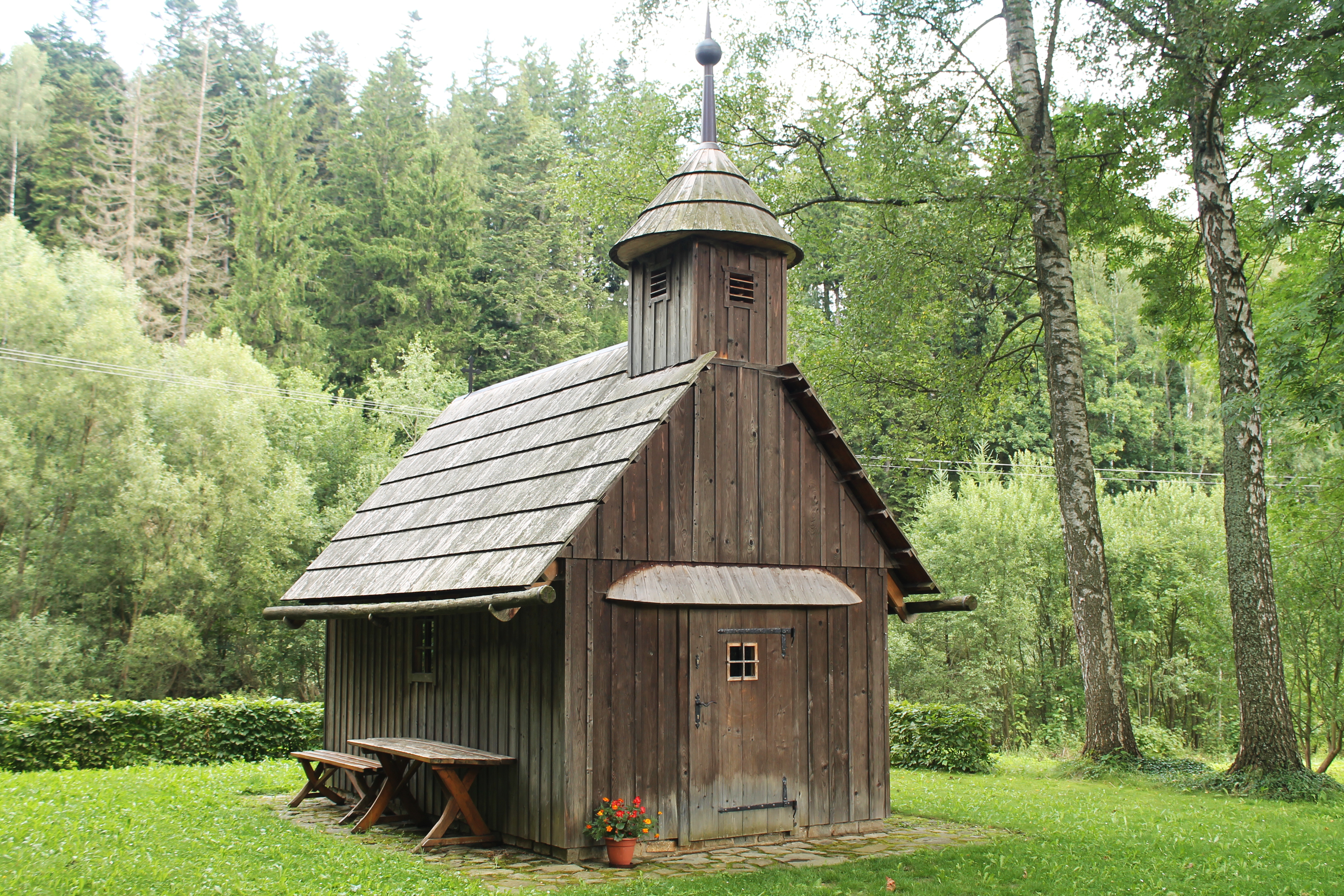
Schnaubelova kaple
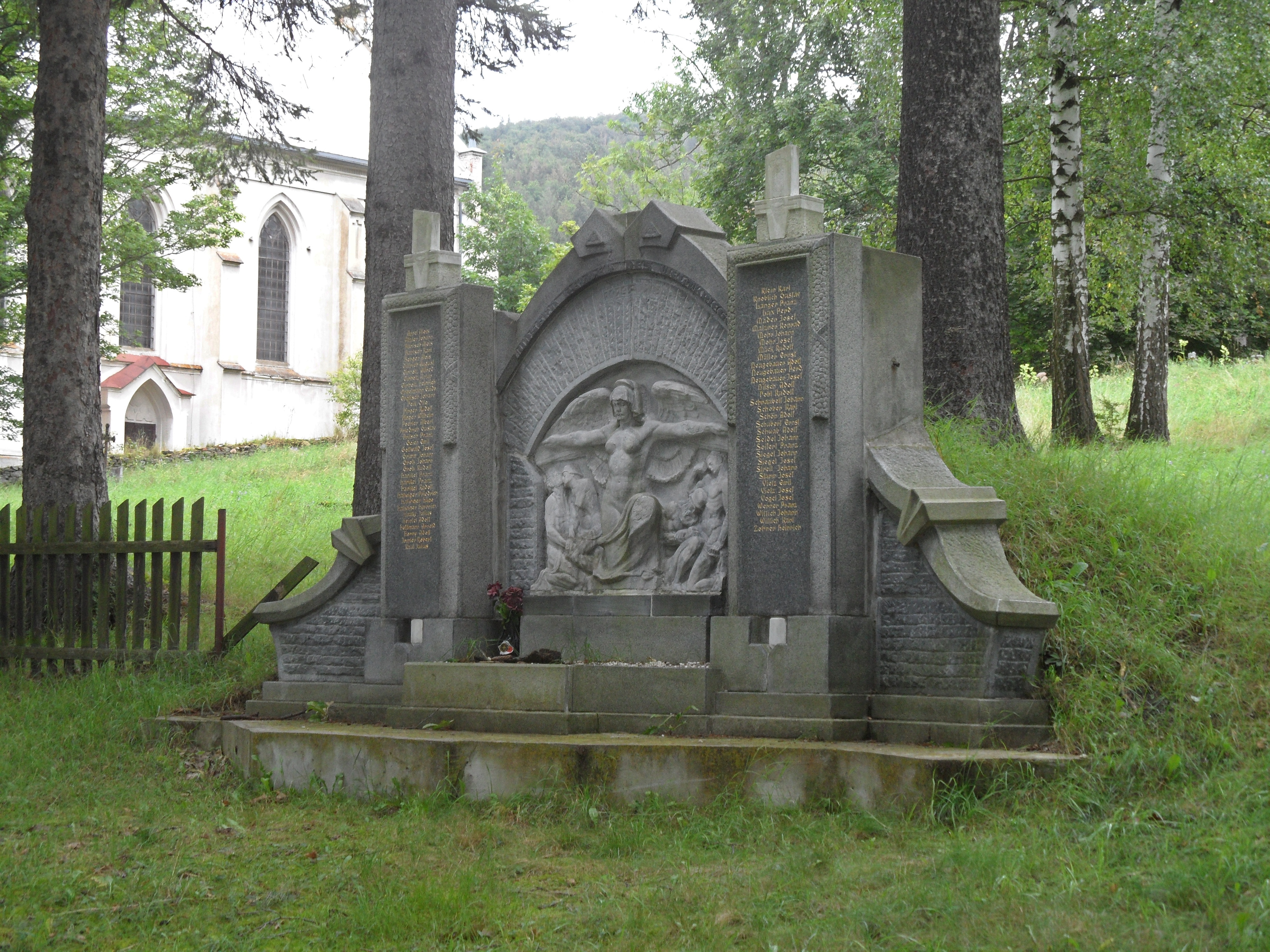
Pomník padlým v první světové válce
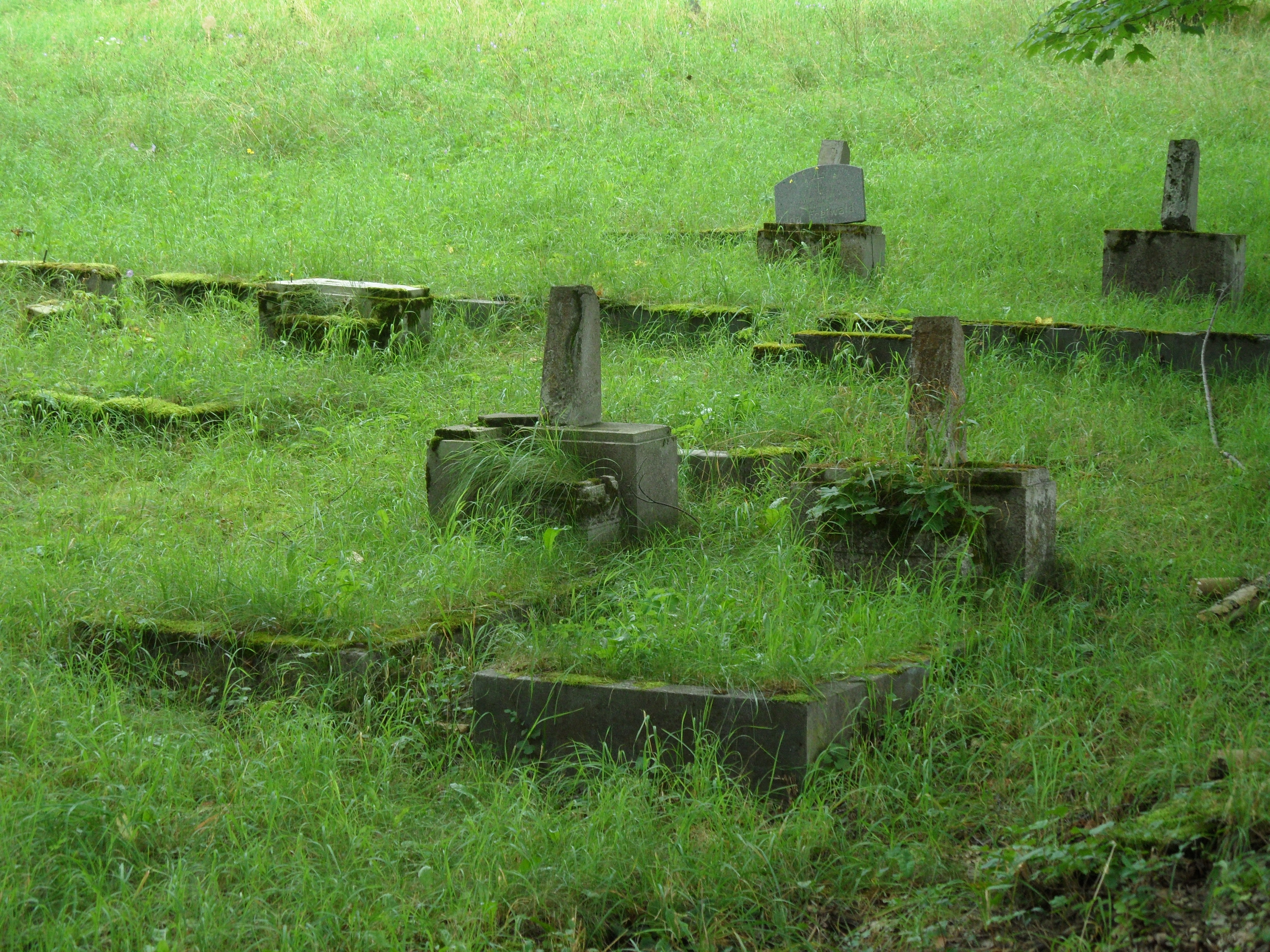
Neudržovaný původní hřbitov
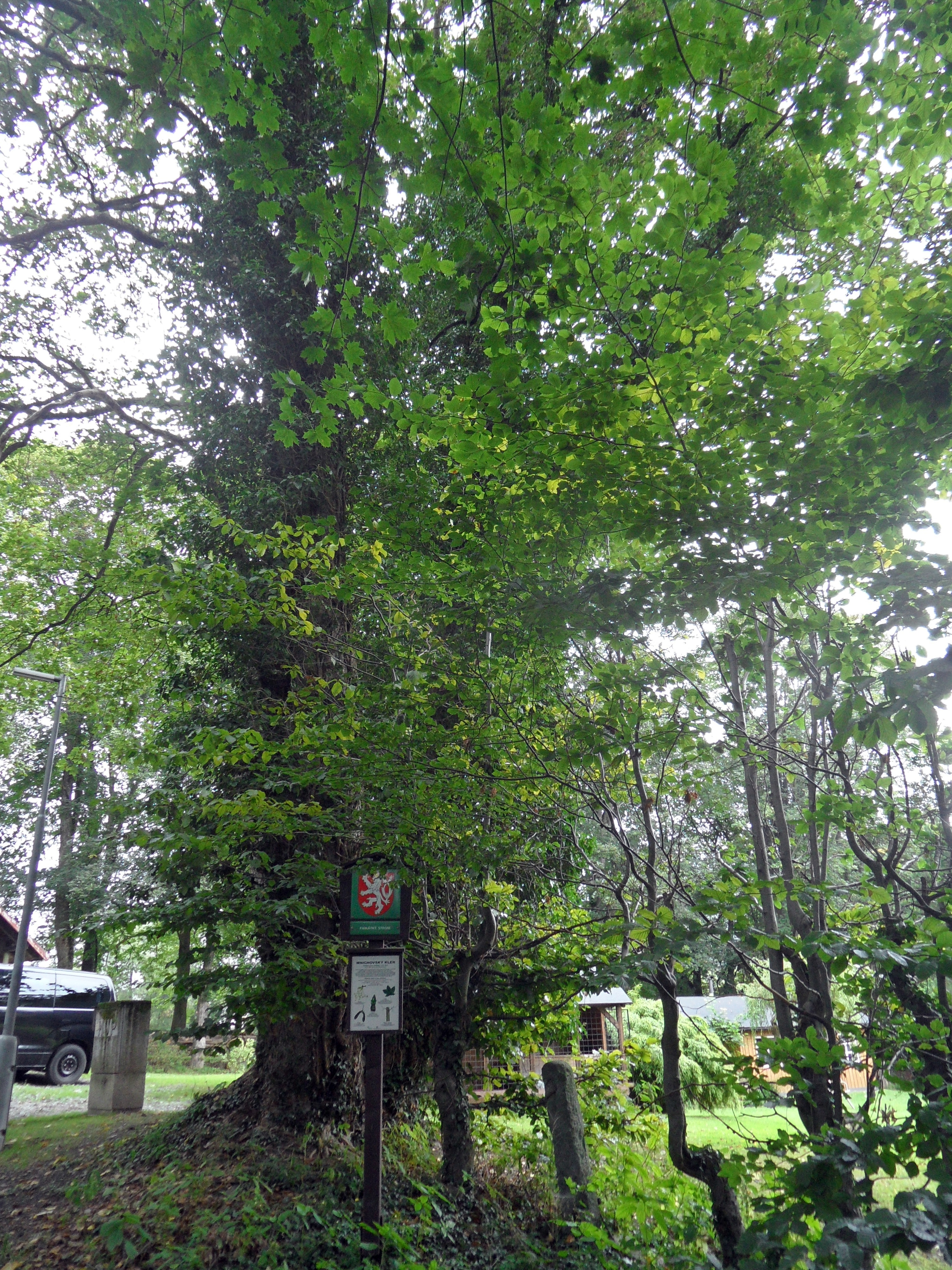
Památný strom mnichovský klen
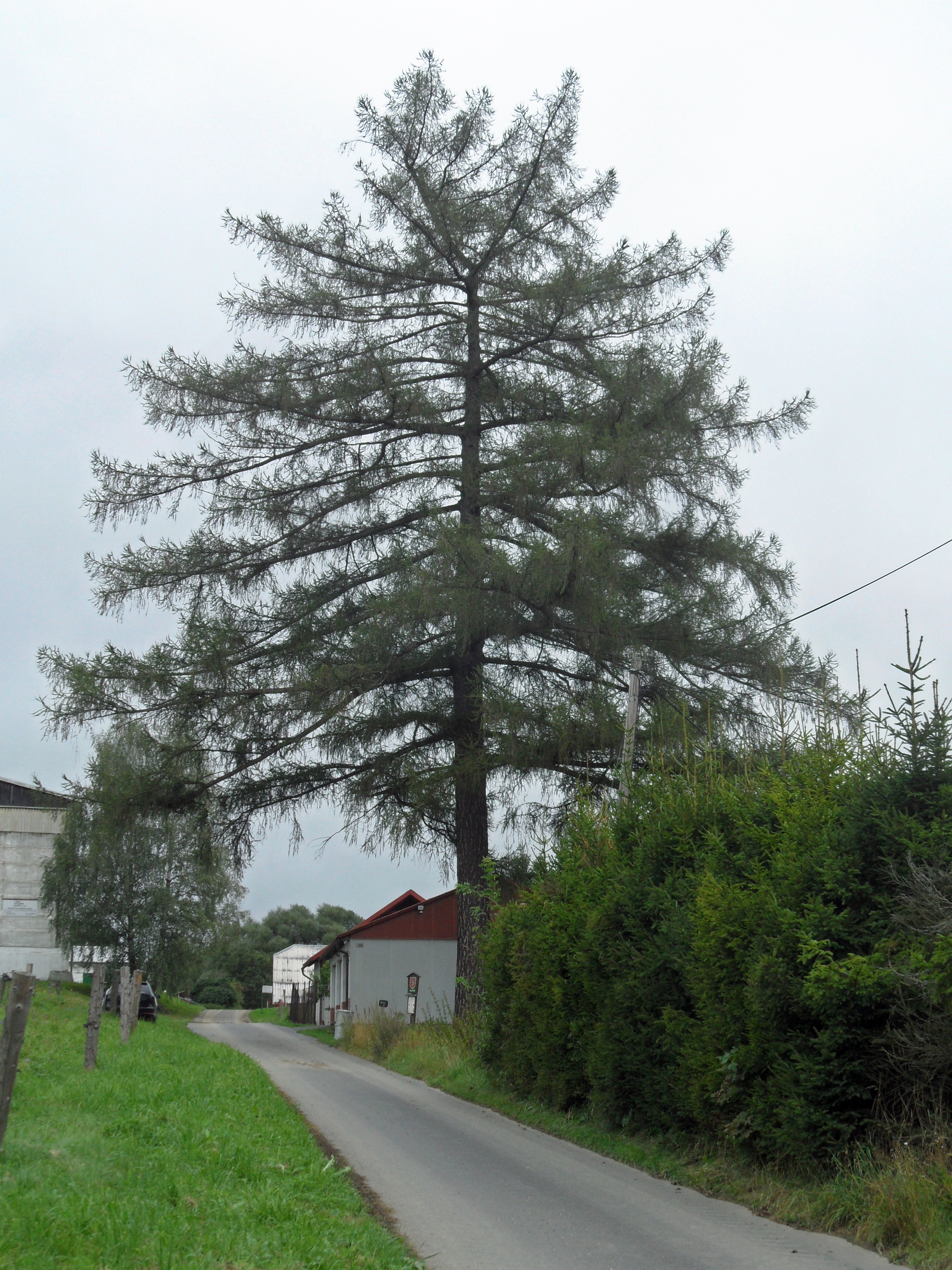
Památný strom mnichovský modřín